# Gruppo Sportivo Fascio Giovanni Grion
Il Gruppo Sportivo Fascio Giovanni Grion, o più comunemente Grion Pola, fu una società sportiva e calcistica, in seguito scomparsa, che aveva sede nella città istriana di Pola.

## Storia
Il Fascio Giovanni Grion di Pola fu fondato il 27 novembre 1918, subito dopo la sconfitta austriaca, nell'ambito delle attività del Fascio Autonomo cittadino. La squadra viene intitolata a Giovanni Grion, un Sottotenente polese del 5º Bersaglieri caduto sull'Altopiano di Asiago il 16 giugno 1916. Il Fascio Giovanni Grion di Pola adottò una maglia nera con stella bianca, come quella del Casale.
Dopo aver disputato delle amichevoli con squadre polesi, giuliane e militari sbarcati da navi attraccate in porto, il 30 ottobre 1919 fu tra le società che si riunirono per costituire il Comitato Regionale Giuliano della FIGC. Prese parte alle prime edizioni dei campionati regionali giuliani, e nel 1922 il primo posto gli valse la promozione in Seconda Divisione, il secondo livello della piramide calcistica dell'epoca. Dopo appena una stagione tra i cadetti, tuttavia, il Grion retrocedette nel campionato regionale di Terza Divisione dopo aver perso la qualificazione interdivisionale contro l'Olympia di Fiume (campione giuliano di Terza Divisione).
Il 24 luglio 1924 U.S. Polese e Fascio G. Grion si fusero nell'Unione Sportiva Giovanni Grion di Pola mantenendo la vecchia sede del Grion in via Muzio. A fine campionato 1925-1926, dopo i ripetuti falliti tentativi di fusione del Grion, l'A.S. Edera di Pola venne soppressa dal regime fascista. I loro giocatori confluirono tutti nel Grion.
Negli anni venti lanciò Antonio Vojak. Al termine della stagione 1926-1927 il Grion conquistò la promozione in Seconda Divisione e nel 1928-1929 salì in Prima Divisione, l'antesignana della Serie C. Raggiunse l'apice della sua popolarità a partire dall'anno 1932, quando la sua squadra di calcio ottenne la promozione in Serie B. Nel primo anno tra i cadetti, con il campionato ancora a girone unico, la squadra raggiunse, seppur a stento, la salvezza sul campo classificandosi al quattordicesimo posto. Disputò anche i due campionati successivi di Serie B, questa volta non a girone unico, venendo inserita nel girone B (quello orientale o adriatico). Nel campionato 1933-1934 ottenne un sesto posto, ma al terzo anno tra i cadetti, nel 1934-1935, la squadra, dopo un girone d'andata deludente (concluso all'ultimo posto con soli sette punti) e con la retrocessione in Serie C quasi certa, non terminò il campionato e si ritirò dalla competizione a causa dei gravi incidenti accaduti nella partita Grion-Pistoiese del 27 gennaio 1935 (penultima di andata), sospesa all'89° per invasione del campo sul 2-2, in seguito alla quale il D.D.S. sanzionò pesantemente la società polese per i deplorevoli incidenti (in particolare l'aggressione all'arbitro), assegnandole la sconfitta a tavolino, multandola di mille lire, sospendendo a tempo indeterminato cinque suoi giocatori titolari (Armando Vatta, Mario Monti, Rodolfo Tomich, Gino Branco e Giorgio Cidri) e squalificandone per tre turni il campo. Immediatamente dopo la sentenza, la dirigenza annunciò il ritiro dal campionato per l'insostenibile situazione creata alla società dalle gravissime sanzioni federali. Tale decisione comportò l'annullamento di tutti i risultati conseguiti, nonché la radiazione dai ruoli federali con conseguente svincolo dei giocatori. Tuttavia, in seguito al reclamo del club istriano, il 31 luglio 1935 il Direttorio Federale, riconoscendo nella fattispecie il caso di forza maggiore, deliberò la revoca della radiazione del Grion e la sua ammissione al campionato di Serie C.

Il Grion in occasione dell'incontro interno con l', vinto 2-0, nel campionato di Serie C 1938-1939.

Dal 1935, così, il Grion di Pola disputò otto stagioni in Serie C. Il torneo 1942-1943 rimase l'ultimo per i nerostellati nel campionato italiano. Sospeso tutto l'8 settembre 1943, l'attività calcistica riprese il 3 dicembre dello stesso anno, con manifestazioni sportive locali concordate tra i rappresentanti locali del CONI e le autorità germaniche. Nella stagione 1943-1944 il Grion, per motivi bellici, non riuscì a partecipare al Campionato Alta Italia ma prese parte, con alcuni titolari e i giovani non arruolabili, a tornei della Sezione Propaganda FIGC oppure facendo giocare i propri giocatori in gare di rappresentative regionali tra i giocatori militari di stanza in Istria. Terminato il campionato provinciale della S.P. (vinto dal Gruppo Sportivo della Compagnia Costiera), l'attività calcistica fu sospesa fino a nuove disposizioni riprendendo a Pola nel novembre 1944 (a Trieste era già ripresa il mese prima). Il 14 novembre dello stesso anno Ercole Mattioli divenne il nuovo presidente del Grion subentrando a Marini. Il Grion si iscrisse al torneo zonale "Coppa Litorale Adriatico" (o "Coppa dell'Adriatico"), indetto dal Direttorio V Zona (Venezia Giulia). Al girone eliminatorio istriano, organizzato dal comitato provinciale della Sezione Propaganda (quindi con dei limiti di età), si iscrissero solo quattro squadre che si scontrarono tra di loro una sola volta ("girone semplice"). Il girone provinciale si svolse tra il 3 dicembre 1944 e il 7 gennaio 1945 e fu vinto dai Vigili del Fuoco di Pola, mentre il Grion perse tutte le partite classificandosi in ultima posizione. L'11 febbraio 1945 il Grion giocò la sua ultima gara contro una rappresentativa tedesca (vinta 8-1). Alcuni giocatori del Grion disputarono una gara di rappresentativa il 14 aprile 1945.
Nel maggio 1945, sul finire della seconda guerra mondiale, Pola venne occupata dalle truppe jugoslave e i dirigenti del Grion si diedero alla fuga nel timore di essere giustiziati in quanto fascisti. Anche quando Pola passò temporaneamente sotto l'amministrazione dell'AMGOT, il Governo Militare Alleato vietò la ricostituzione del Grion in quanto società dal carattere prettamente fascista. I suoi giocatori andarono a formare tre nuove compagini: l'A.S. Pola, la U.S. Operaia e l'A.C. San Martino, che disputarono molte partite con squadre di militari inglesi di stanza a Pola e in seguito il campionato polese della Sezione Propaganda FIGC. Tuttavia la FIGC, in mancanza di uno scioglimento ufficiale del Grion, lo mantenne ancora per qualche tempo tra le società affiliate, ritenendo la sua inattività dovuta a cause di forza maggiore e lasciando aperte le porte per una sua possibile ricostituzione da parte di nuovi dirigenti antifascisti. Fu anche per tale motivo che la Federazione respinse la richiesta di ammettere in Serie B-C Alta Italia 1945-1946 una società di Pola tra le due (U.S. Operaia e A.S. Pola) interessate ad acquisire il titolo sportivo del Grion. Successivamente, nel marzo 1946, sorse una terza pretendente al titolo sportivo del Grion, la ricostituita A.S. Edera, che chiese anch'essa invano l'ammissione in Serie B. A questo punto la U.S.O., di orientamento filoslavo, tentò l’accesso al massimo campionato jugoslavo, venendo però battuta nelle qualificazioni dalla squadra di Fiume; fu comunque ammessa al campionato repubblicano croato (al secondo livello della piramide calcistica jugoslava). Nel 1947, con la firma del trattato di pace, la città di Pola passò alla Jugoslavia e cominciò l'esodo degli italiani.
Le due squadre principali di Pola nel periodo successivo al 1947, l'Istria 1961 (ex Uljanik) e l'Istria (erede dell'U.S. Operaia), entrambe con colori sociali giallo-verdi, hanno militato nella Prima Lega del campionato croato.

## Colori e simboli
Il Fascio Giovanni Grion di Pola adottò una maglia nera con stella bianca, come quella del Casale. La casacca nera è l'ovvia conseguenza del fatto che il club fu fondato da membri delle squadre d'azione dei fasci di combattimento, formatesi anche a Pola nel 1918 dopo la fine della guerra, che indossavano la maglia nera degli arditi. La stella sulla maglia fu introdotta nei primi mesi del 1919 in seguito a una spacconata di alcuni marinai americani sbarcati in città per andare a bere nei bar locali e molestare donne e ragazze attaccando in segno di scherno delle banconote italiane, provocazioni a cui gli arditi polesi dei fasci di combattimento reagirono inseguendoli fino alle navi non riuscendo però a raggiungerli; il giorno successivo, al ripetersi degli episodi, uno degli arditi riuscì a salire su una nave e a strappare una bandiera americana da cui staccò una stella bianca attaccandosela quale trofeo sulla maglia nera. Fu da allora che i giocatori del Grion modificarono la maglia facendosi chiamare "i nerostellati".
In seguito alla fusione tra Grion e U.S. Polese, avvenuta il 24 luglio 1924, la maglia divenne per pochi mesi azzurra con un cerchio bianco a sinistra in cui si leggeva "U.S. G.Grion". Tuttavia prima dell'inizio del campionato si tornò alla vecchia denominazione e alla maglia nerostellata.

## Statistiche e record

### Partecipazione ai campionati
| Livello | Categoria         | Partecipazioni | Debutto   | Ultima stagione | Totale |
| ------- | ----------------- | -------------- | --------- | --------------- | ------ |
| 2º      | Seconda Divisione | 1              | 1922-1923 | 1922-1923       | 4      |
| 2º      | Serie B           | 3              | 1932-1933 | 1934-1935       | 4      |
| 3º      | Seconda Divisione | 1              | 1927-1928 | 1927-1928       | 13     |
| 3º      | Prima Divisione   | 4              | 1928-1929 | 1931-1932       | 13     |
| 3º      | Serie C           | 8              | 1935-1936 | 1942-1943       | 13     |

In 17 stagioni sportive a partire dall'esordio a livello nazionale il 12 novembre 1922, compresi 2 tornei di Seconda Divisione (B), e 1 torneo del Direttorio Divisioni Inferiori Nord (C) antecedenti la riforma Arpinati del 1928. Il Grion afferì al Comitato Regionale Giuliano fra il 1923 e il 1927.